# Суйшьо
Острів Суйшьо (рос. Остров Танфильева, яп. 水晶島, すいしょうじま, суйшьо-дзіма) — острів, складова Південної Курильської гряди, один з групи островів Хабомай. Є спірним між Японією та Росією.

## Географія
Розташований в південно-західній частині групи. Відділений Південно-Курильською від Кунаширу (34,3 км на північний захід) , Радянською від Хоккайдо та Танфільєва протоками від острова Юрі, який 6 км східніше та Акіюрі (6,3 км). 
Між островом Суйшьо та п-вом Немуро о. Хоккайдо близько 7 км. Тут посеред Радянської протоки знаходиться острів Кайґара. В ясну погоду з острова Суйшьо добре видно береги о. Хоккайдо, зокрема 96-метрову оглядову вежу Аврора на ньому.

Площа острова Суйшьо становить, з різних джерел, від 12,42 
  до 25 км². Найбільша довжина 8,3 км, ширина 6,4 км .
Має складну неправильну форму. Поверхня його рівнинна, висота над рівнем моря — від 9 до 18 м . Острів покритий трав'яною рослинністю, лісів немає. Натомість є болота  та декілька невеликих прісних озер .
Острів оточений скелями, рифами та камінням, що, знаходиться від нього на відстані 1 милі 
На південному краю острова — мисі Зоркий — встановлений знак Танфільєва, який підсвічується .
На острові є бухти Грозна, Танфільєва та Чичеріна. Поруч островок Бочонок 
Знак, що освітлюється Болотний, встановлений на мисі Болотний. 

## Дивись також
Проблема Північних територій.